# Hadzibejliaspis stipae
Hadzibejliaspis stipae är en insektsart som först beskrevs av Hadzibejli 1960.  Hadzibejliaspis stipae ingår i släktet Hadzibejliaspis och familjen skålsköldlöss. Inga underarter finns listade i Catalogue of Life.